# Årets stilist
Årets stilist är ett journalistiskt pris instiftat av tidningen Journalisten 2012. Prisets syfte är att uppmuntra till att aktivt vidareutveckla, förfina och bemästra språket. Priset ska gå till en journalist eller annan publicist som "i sitt vardagsarbete förmår tänja och använda språkets möjligheter även under pressade och små förhållanden". Vinstsumman är på 10 000 kronor. Priset, som delas ut på våren, gäller föregående verksamhetsår.

## Pristagare
- 2012 – Carina Bergfeldt, Aftonbladet. Övriga nominerade: Jennie Danielsson, Ola Wong, Stina Jofs och Po Tidholm.[3]
- 2013 – Johar Bendjelloul, Sveriges Radio P1-morgon. Övriga nominerade: Anna Bodin och Henrik Samuelsson.[4]
- 2014 – Björn af Kleen, Dagens Nyheter. Övriga nominerade: Andreas Cervenka och Erik Niva.[5]
- 2015 – Karin Thunberg, frilans och tidigare Svenska Dagbladet. Övriga nominerade: Christian Olsson och Anna Roxvall.[6]
- 2016 – Torbjörn Nilsson, Expressen. Övriga nominerade: Sandra Lund och Per J. Andersson.[7]
- 2017 – Jenny Teleman, Sveriges Radio. Övriga nominerade: Hanna Fahl och Malin Eirefelt.[8]
- 2018 – Andres Lokko, Svenska Dagbladet. Övriga nominerade: Jonas Fröberg och Elinor Torp.[9]
- 2019 – Kristina Lindh, frilans. Övriga nominerade: Johannes Klenell och Thella Johnson.[10]
- 2020 – Anna-Lena Laurén, Dagens Nyheter, Hufvudstadsbladet. Övriga nominerade: Anna Charlotta Gunnarson och Kristian Wedel.[11]
- 2021 – Lubna El-Shanti, Sveriges Radio. Övriga nominerade: Ola Wong och Nivette Dawod.[12]
- 2022 – Oisín Cantwell, Aftonbladet. Övriga nominerade: Åsa Erlandsson och Christian Daun.[13]
- 2023 – Cecilia Uddén, Sveriges Radio. Övriga nominerade: Jesper Huor och Anna Gullberg.[14]